# كلارنس جاي أ. تورنر
كلارنس جاي أ. تورنر (بالإنجليزية: Clarence J. A. Turner)‏ هو فارس أمريكي، ولد في 25 نوفمبر 1893 في إنديانا في الولايات المتحدة، وتوفي في 12 أبريل 1957 في ميامي في الولايات المتحدة.